# آناستازیا زاواراتنیوک
آناستازیا زاواراتنیوک (روسی: Анастасия Юрьевна Заворотнюк؛ ‏ ۳ آوریل ۱۹۷۱ – ۲۹ مهٔ ۲۰۲۴) بازیگر، مجری تلویزیون و خواننده اهل روسیه بود. او بیشتر برای نقش اصلی اش در سریال دایه زیبای بچه من (۲۰۰۴–۲۰۰۹) شهرت داشت. زاواراتنیوک همچنین در بیش از ۳۰ فیلم و سریال تلویزیونی نقش‌آفرینی کرده است.

## اوایل زندگی
زاواراتنیوک در ۳ آوریل ۱۹۷۱ در آستراخان به دنیا آمد. مادرش، والنتینا بوریسوونا زاواراتنیوک یک هنرمند مردمی فدراسیون روسیه بود که در گروه تئاتر جوانان آستراخان کار می‌کرد. پدرش، یوری زاواراتنیوک نیز در تلویزیون کار می‌کرد و عضو آکادمی تلویزیون روسیه بود. زاوروتنیوک در تئاتر هنری مسکو هنر رقص و بازیگری را فرا گرفت. وی در سال ۱۹۹۱ در نخستین فیلم خود که یک اقتباس سینمایی ازماری بود، بازی کرد.

## حرفه
پس از فارغ‌التحصیلی از مدرسه تئاتر هنری مسکو در سال ۱۹۹۳، او به هدایت و نظارت اولگ تاباکف به بازیگری روی آورد. طی بیش از ۱۰ سال حضور در تئاتر، او در ۲۹ نمایش بازی کرد. زاواراتنیوک بابت بازی در سریال تلویزیونی دایه زیبای بچه من، که بازسازی سریال آمریکایی دایه است، شهرت یافت. عوامل سازنده با او تماس گرفت و بازی در آن سریال را به او پیشنهاد نمودند که هیچ پیز درباره‌اش نمی‌دانست. لهجه اوکراینی او در این سریال از اولگا بلوک-میریمسکایا، یکی از همکارانش در تئاتر مسکو به عاریت گرفته شده بود.
زاواراتنیوک علاوه بر بازیگری به عنوان مجری نیز فعالیت می‌کرد. در سال ۲۰۰۵، او جایگزین تینا کاندلاکی در برنامه «ترانه خوب» در شبکهٔ تلویزیونی TRK اوکراین شد. او همچنین در فصل اول برنامهٔ «دو ستاره» به همراه میخائیل بویارسکی شرکت کرد که به مقام دوم رسیدند.

## زندگی خصوصی

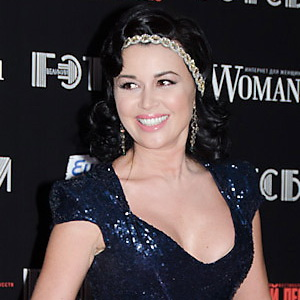
زاواراتنیوک در سال ۲۰۱۳

زاوروتنیوک سه بار ازدواج کرد. نخستین ازدواج او با یک تاجر و خلباس جنگی روس بود که تبار آلمانی داشت و ۱۲ سال از او بزرگتر بود اما این ازدواج تنها یک سال به طول انجامید. ازدواج دوم او با دیمیتری استریوکوف، نمایشگاه‌دار و تاجر اتومبیل بود که با او یک آژانس املاک و مستغلات در آمریکا (در شهرهای شیکاگو و لس آنجلس) افتتاح و اداره کرد. آنها دو فرزند داشتند، آنا و میخائیل. آنا از دانشگاهی در نیویورک فارغ‌التحصیل شد و در آنجا به عنوان تهیه‌کننده کار می‌کند. میخائیل در رشتهٔ حقوق بین‌الملل از پژوهشکده دولتی روابط بین‌المللی مسکو فارغ‌التحصیل شد.
از سال ۲۰۰۶ تا ۲۰۰۸ او با بازیگر و همبازی در سریال پرستاره زیبای من سرگئی ژیگونوف رابطه ای را آغاز کرد.
در ۲۲ سپتامبر ۲۰۰۸، او با اسکیت‌باز هنری «پیتر چرنیشف» در کلیسای فوروس در شبه‌جزیره کریمه ازدواج کرد. در اکتبر ۲۰۱۸، این زوج صاحب یک دختر به نام میلا شدند.

## بیماری و مرگ
در سپتامبر ۲۰۱۹، گزارش شد که زاوروتنیوک از حوالی زمان تولد دخترش، میلا، در اکتبر ۲۰۱۸، به مرحله ۴ سرطان مغز مبتلا شده بود و البته شایعاتی مبنی بر تشخیص بیماری او در اوایل اوت ۲۰۱۹ بر سر زبان‌ها بود، زمانی که طرفدارانش، آثار بهبودیافته یک زخم را روی گردن او مشاهده کردند که به نظر می‌رسید ناشی از یک بافت‌برداری برای تشخیص سرطان باشد. در ماه مه ۲۰۲۰، تأیید شد که زاوروتنیوک مبتلا به گلیوبلاستوما است.
زاوروتنیوک در ۲۹ مه ۲۰۲۴ در سن ۵۳ سالگی بر اثر این تومور مغزی در مسکو درگذشت.
از فیلم‌هایی که وی در آن‌ها نقش داشته است، می‌توان به عاشقانه‌های اداری. زمان ما اشاره نمود.